# Violence contre les femmes

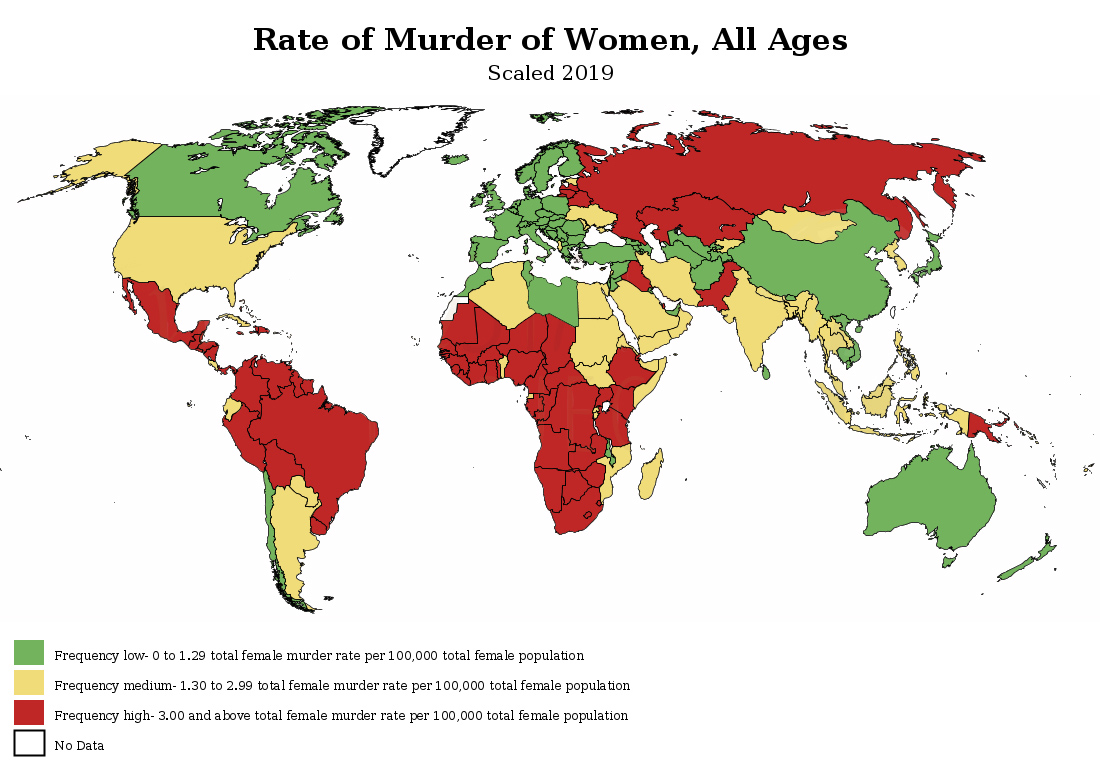
Carte des taux nationaux de victimes de meurtre parmi 100000 femmes, en 2019 :
• en vert : moins de 1.3 victime ;
• en jaune : entre 1,3 et 3 victimes ;
• en rouge : plus de 3 victimes.

Les violences contre les femmes englobent l'ensemble des comportements violents, majoritairement perpétrés par des hommes, individuels ou collectifs, dirigés contre les femmes. Ces violences incluent les mariages forcés, grossesses forcées ou avortements forcés, mutilations génitales, lapidations, défigurations à l'acide et autres crimes d'honneur, esclavages, agressions sexuelles et violences conjugales, violences médicales, viols d'épuration ethnique, trafic de femmes, esclavage sexuel, privations traditionnelles ou politiquement tolérées des droits et libertés humains fondamentaux dans la condition féminine ; et sont motivées par le sexisme ou la misogynie.
Outre les trafics criminels et les violences propres à certaines sociétés, l'alcoolisme, la toxicomanie sont des facteurs causaux importants des violences contre les femmes, en particulier de violences conjugales,.
Ce sont surtout les associations caritatives et associations humanitaires qui se mobilisent aujourd’hui en faveur de la reconnaissance et de la protection des victimes de persécutions spécifiques aux femmes.

## Introduction

### Définition

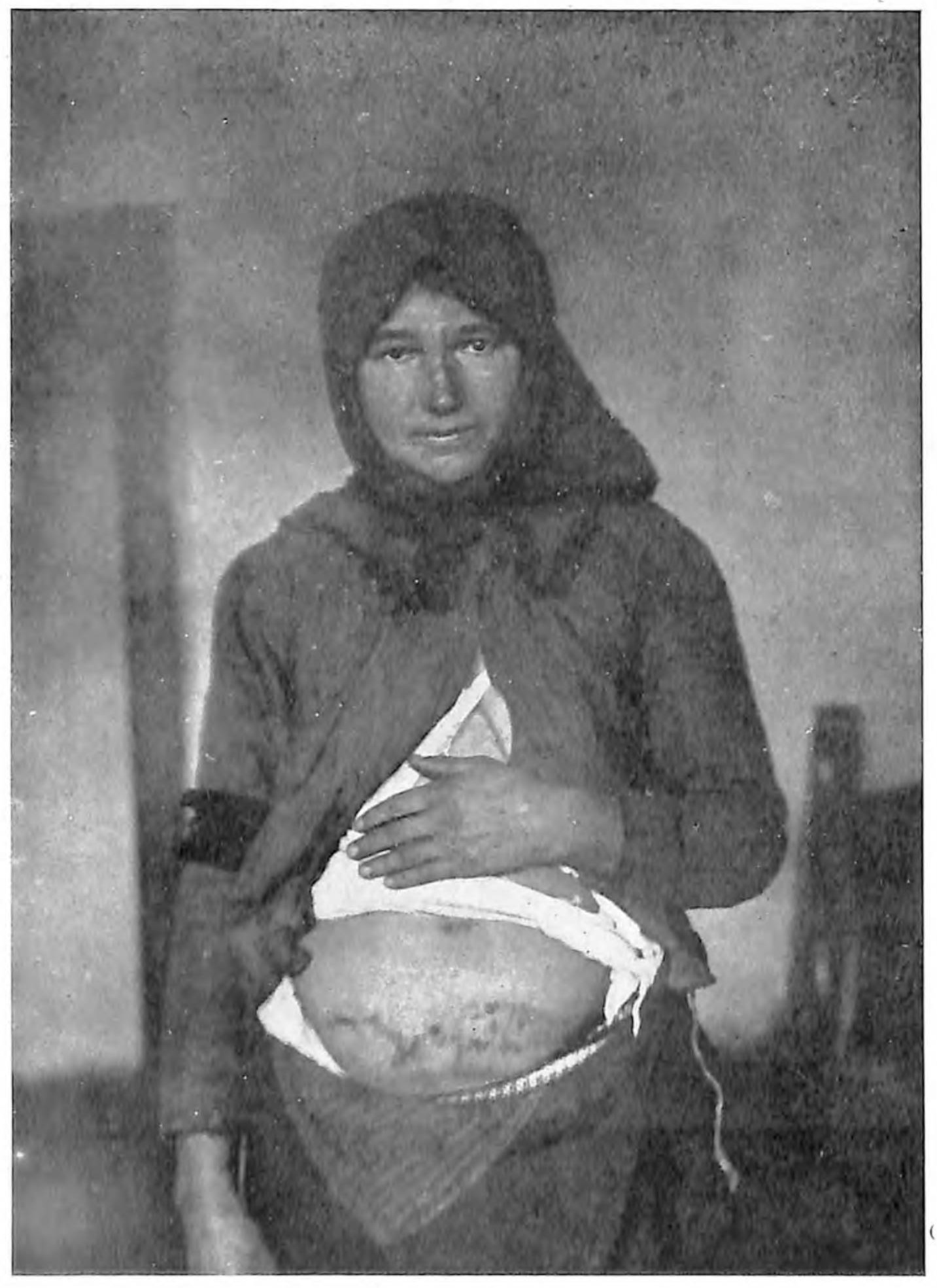
Femme serbe de Toplica montrant les cicatrices de ses tortures par des soldats bulgares, en 1919.

De nombreuses personnes, collectivités, organismes humanitaires ou politiques se sont attachés à dénoncer des sévices existant ou aggravés uniquement en raison de l'appartenance d'une personne à un genre. Généralement ce sont les femmes qui sont les victimes de ce qui est présenté comme une tendance collective ou culturelle à autoriser ou à inciter ce type d'agressions, agressions récurrentes.
Les diverses études et publications qui visent à exposer ce sujet au grand public s'attachent tout particulièrement à distinguer et à mettre en évidence le phénomène de discrimination sexiste, incompatible avec les principes des Droits de l'homme.
La Convention du Conseil de l'Europe sur la prévention et la lutte contre la violence à l'égard des femmes et la violence domestique indique que le terme « violence à l'égard des femmes » doit être compris comme une violation des droits de l'homme et une forme de discrimination à l'égard des femmes, et désigne tous les actes de violence fondés sur le genre qui entraînent, ou sont susceptibles d'entraîner pour les femmes, des dommages ou souffrances de nature physique, sexuelle, psychologique ou économique, y compris la menace de se livrer à de tels actes, la contrainte ou la privation arbitraire de liberté, que ce soit dans la vie publique ou privée[source insuffisante].
ONU Femmes inclut les violences contre les femmes dans une notion plus générale de violence basée sur le genre (VBG), qui souligne néanmoins que « les déséquilibres de pouvoir, structurels, fondés sur le genre, placent les femmes et les filles dans une position leur faisant courir un plus grand risque d'être l'objet de multiples formes de violence ».

#### Distinction entre violences et persécutions
Les violences peuvent être ponctuelles, marginales et déviantes tandis que les persécutions sont récurrentes, induisant la persistance d'une menace, potentiellement ancrées dans les mécanismes sociaux. La notion de persécution, plus que celle de violence, permet de relier le phénomène aux catégories juridiques existantes tant en ce qui concerne la défense des droits humains fondamentaux, le droit international humanitaire, le droit international pénal et le droit d'asile. Cependant, les violences et persécutions peuvent tout autant être sous-tendus par des rapports de forces. Un exemple récurrent est celui qui vise à établir une domination des hommes sur les femmes, que les études de genre visent à mettre à jour.

### Typologie

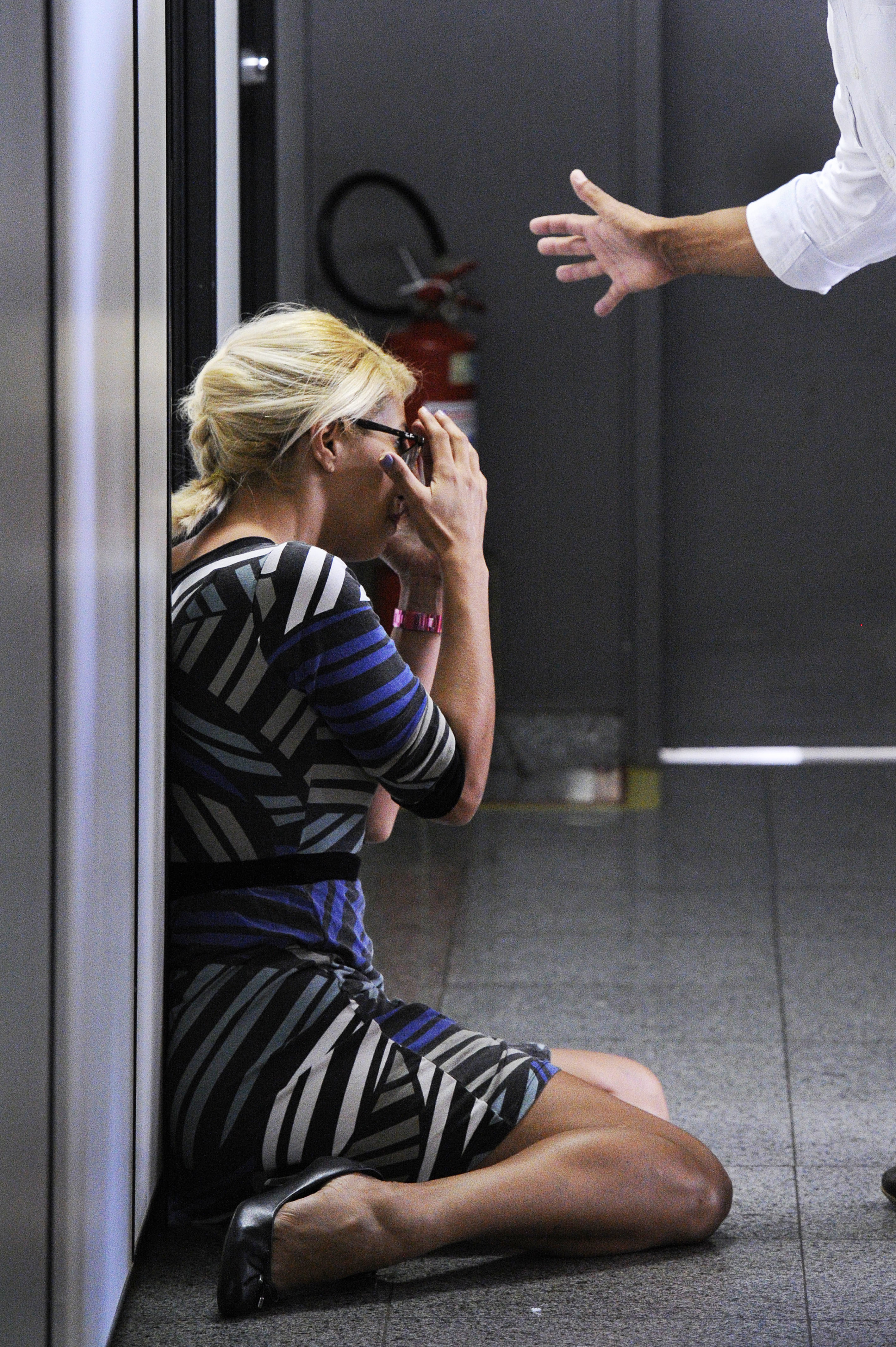
Photo prise pour une campagne contre les violences faites aux femmes au Brésil.

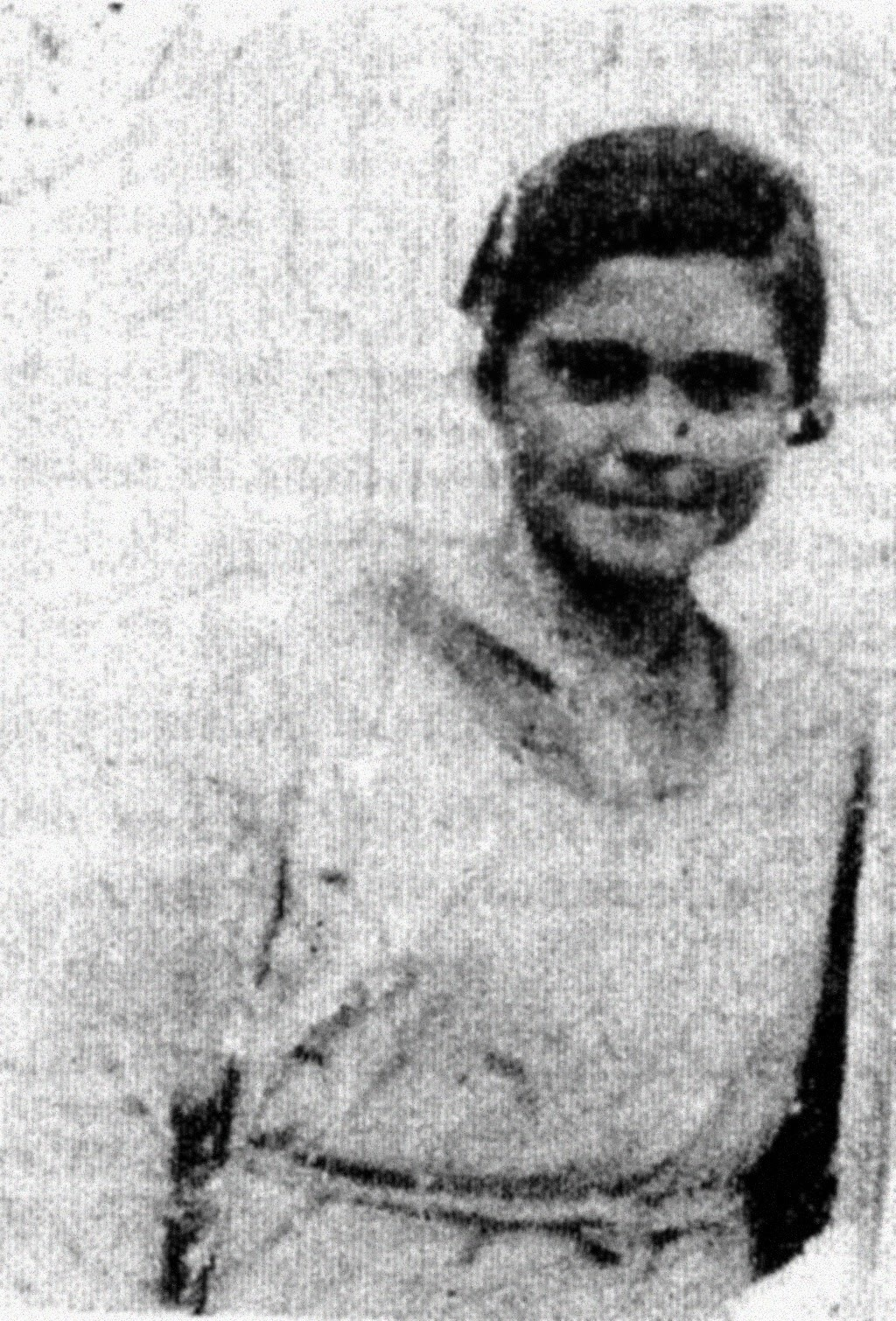
L'adolescente Maravillas Lamberto, violée et assassinée en 1936 pendant la guerre d'Espagne.

Voici les contextes pouvant sous-tendre une persécution liée au genre, et au genre féminin en particulier :
- Un crime d'honneur est un meurtre perpétré contre une personne dont le comportement est perçu comme ayant porté le déshonneur sur sa famille. La plupart des victimes sont des femmes. Ces crimes sont typiquement le fait de membres de la famille de la victime ou de la communauté et, contrairement aux crimes dits « passionnels », sont prémédités. Dans les sociétés où ils sont perpétrés, on les considère comme relevant de domaine « privé » et la justice poursuit rarement les meurtriers.
- Femmes de réconfort : les viols généralisés de femmes en situation de guerre sont également liés aux constructions genrées, et aussi racistes, qui sont généralement utilisées pour normaliser la fourniture de femmes comme prostituées aux armées[10].
- Viol de guerre : Le viol est aujourd’hui reconnu non pas comme une conséquence inéluctable de la guerre, mais comme une arme utilisée délibérément. Les femmes sont spécifiquement visées dans le cadre de stratégies de nettoyage ethnique ou de génocide[11].
- Traite d'êtres humains à des fins d'exploitation sexuelle : La traite touche de manière disproportionnée les femmes et les filles. En 2018, elles représentaient environ cinq femmes adultes et deux filles sur dix parmi les victimes identifiées à l’échelle mondiale. L’exploitation sexuelle demeure la forme de traite la plus répandue, affectant 50 % des victimes[12].
- Les mutilations génitales féminines (MGF) recouvrent des pratiques consistant à ôter, par des moyens chirurgicaux souvent rudimentaires, tout ou partie des organes génitaux externes féminins les plus sensibles. Il s'agit d'une pratique ancestrale qui est mise en œuvre dans de nombreux pays, essentiellement pour des raisons d'ordre coutumier ou religieux.
- La violence conjugale est la violence au sein du couple. C'est un processus évolutif au cours duquel un partenaire exerce, dans le cadre d’une relation privilégiée, une domination qui s’exprime par des agressions physiques, psychologiques, sexuelles, économiques ou spirituelles. Elle correspond à une violence continue ou réitérée et toujours menaçante, reflet d’une configuration sociétale dans laquelle les possibilités de résistance sont faibles et les échappatoires limitées[13].

Amnesty International propose de distinguer les types de violences contre les femmes selon leurs localisations sociales et les agents de persécutions impliqués :
- Au sein de la famille : sévices contre les partenaires intimes, violences sexuelles contre les femmes et fillettes au foyer, violences liées à la dot, viol conjugal, mutilations génitales féminines, sévices subis par les employées de maison (séquestration, brutalités physiques, conditions de quasi-esclavage et violences sexuelles).
- Dans le milieu social : viol, violences sexuelles, actes d’agression et de harcèlement sexuel sur le lieu de travail, dans les établissements d’enseignement et autres, traite des femmes, prostitution forcée et travail forcé et autres sévices par des groupes armés.
- Violence perpétrée par l'État : exactions commises ou tolérées par les policiers, gardiens de prison, soldats, gardes-frontières, agents de l'immigration et autres, viol par les forces gouvernementales durant les conflits armés, torture pendant la détention et les violences perpétrées par des fonctionnaires sur la personne de réfugiées.

### Caractéristiques

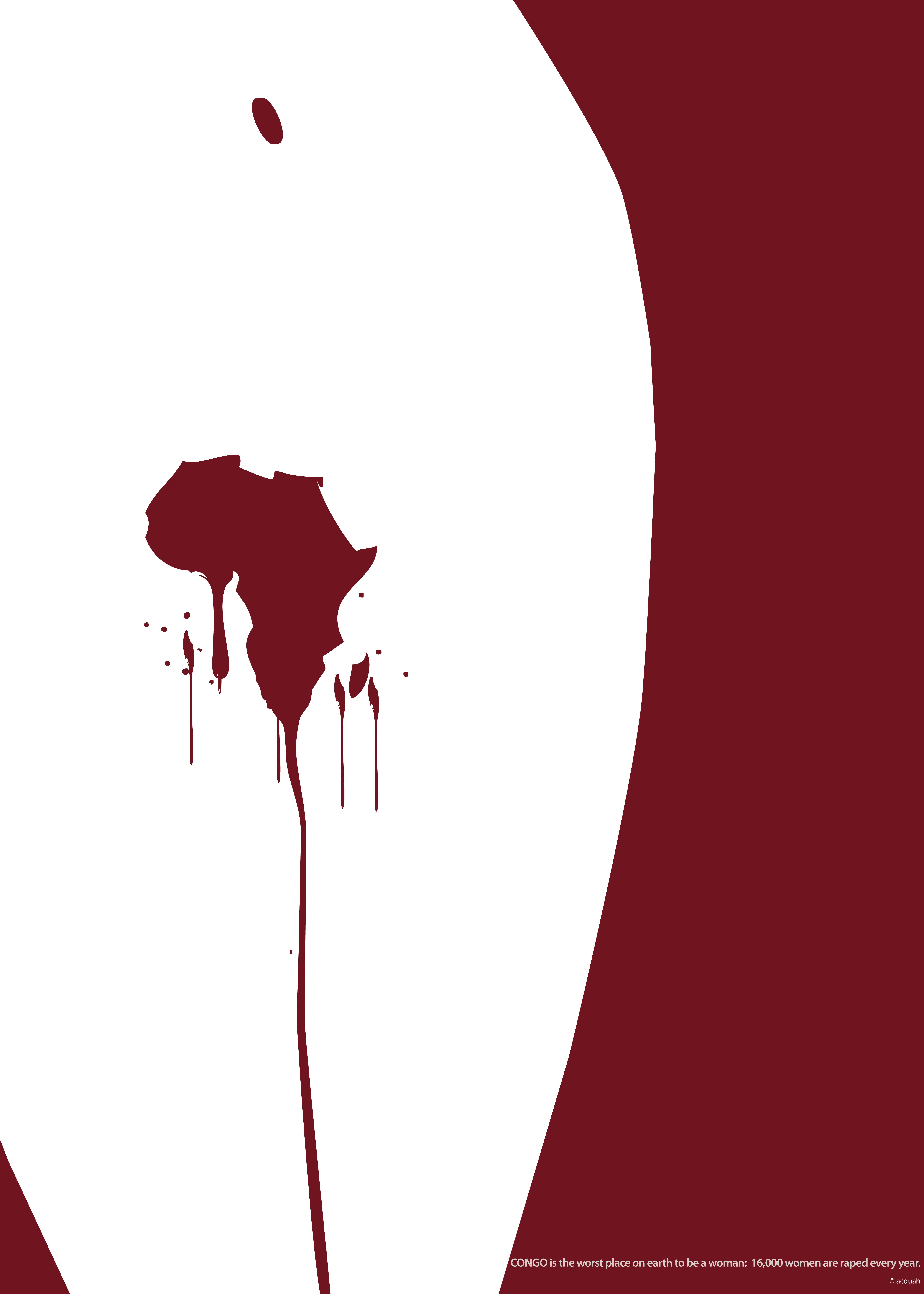
Affiche de l'exposition Women’s Rights Are Human Rights: International Posters on Gender-‐based Inequality, Violence and Discrimination, dénonçant les violences faites aux femmes (particulièrement le viol) au Congo et en Afrique, en 2011.

#### Structures sociales pérennes
Ce qui est identifié comme persécutions lié au genre ne résulte pas de comportements individuels isolés et atypiques voire « aberrants », mais reflète des structures et des normes sociales profondément inégalitaires. Elles peuvent se révéler à travers des pratiques coutumières ou de législations explicites.
- Coutumes :
  - ex. : mutilations génitales féminines (excisions, infibulation) visant à contrôler la sexualité[15]. De manière plus diffuse mais dans plus de sociétés, définition sociale du comportement « normal » attendu des femmes, qui crée des contraintes de vie quotidienne et de trajectoire biographique et entraîne la persécution des déviantes ou subversives ou leur suicide notamment l'expérience forcée de l'exil qui leur fait découvrir un autre mode de vie[16].
  - ex. : maltraitances a priori liées à la tradition : les jeunes mariées sont fouettées par leur époux et ses amis pendant la semaine qui suit la noce, au point que certaines y perdent la vie[17].
- Législations :
  - ex. : lois imposant aux femmes certains modèles de comportements ou tenues vestimentaires. Exemple des ordonnances Hudood au Pakistan interdisent toute relation sexuelle hors mariage, imposent aux femmes violées de produire trois témoignages masculins à l'appui de leur plainte pour ne pas être accusées d'adultère.

#### Instrumentalisation politique de la sexualité

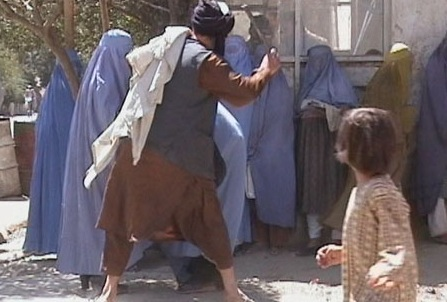
Taliban frappant des femmes dans la rue, Kaboul (Afghanistan), en 2001.

Une grande partie des violences contre des femmes est liée à la sexualité et à la reproduction, dans les sociétés qui cherchent à contrôler à la fois leur sexualité, représentée comme « menaçante », et leur capacité à reproduire, représentée comme une fonction à disposition de la société ou de la nation. Ces contrôles peuvent relever d’une organisation sociale traditionnelle ou d'un projet nationaliste sur l'identité (ethnique, culturelle). Ils affectent différemment les femmes selon leurs classes sociales, leurs catégories d’âges ou leurs groupes ethniques, mais toutes sont tributaires du rapport de domination homme / femme qui prévaut dans la société.
- Sociétés traditionnelles - De l’interdit des relations prénuptiales aux mariages et grossesses forcées, dans les sociétés traditionnelles, la sexualité des femmes, essentiellement hétéronomes, dépend souvent à la fois d’une hiérarchie sociale (parentale puis maritale), et d’une économie d’échanges sociaux, (symboliques ou matériels), qui déterminent tout autant les conditions de la sexualité et de la maternité[19] que les déchaînements de violence (lapidations, défigurations à l’acide, crimes d’honneur...) et les persécutions de celles qui tentent de s’autonomiser.
- Violences nationalistes - Dans les guerres, interethniques notamment, le viol des femmes par les hommes de la partie adverse doit très souvent être analysé non comme l’effet d’un désir masculin « incontrôlable » mais d'une stratégie de conflit dans laquelle les femmes représentent biologiquement et symboliquement l’intégrité de l’ethnie ou de la nation combattue[20]. De ce fait les viols de masse, dans les stratégies d’épuration ethnique ou de domination ethnique, menacent les femmes plus que les hommes[21].

## Perceptions et réactions sociales

### Culturalisme et dénégations
Il est proposé que le culturalisme, en tant que philosophie valorisant toute institution caractéristique d'une culture par respect de toute culture en soi, constitue un obstacle idéologique majeur tant à l'examen analytique qu'à la remise en question des persécutions genrées.
Ce qui est considéré comme persécution de l'« extérieur », par les organismes humanitaires internationaux par exemple, est le plus souvent considéré, dans le pays lui-même mais aussi à l’étranger, comme des « pratiques traditionnelles » ou des « caractéristiques culturelles » : les mutilations génitales féminines (excisions, infibulations…), le mariage forcé, les crimes d’honneur perdurent ainsi au nom de ces critères, tandis que d'autres femmes sont soumises à l'avortement, à la stérilisation ou à la grossesse forcée, ainsi qu’à la violence domestique. D’autres encore sont persécutées en raison de leur orientation sexuelle ou de leur choix de mode de vie trop « moderne ».
Ainsi, d'après R. C. Carpenter, ce culturalisme qui normalise ces persécutions en les présentant comme les attributs d’une culture ou d’une tradition, qui seraient l’une et l’autre par elles-mêmes respectables, peut correspondre à diverses formes de conservatismes : celui d'acteurs dominants, chez les hommes mais aussi les femmes, bénéficiant de l’ordre établi et de sa perpétuation ; celui d’acteurs ayant intériorisé les caractères de cet ordre au point de ne pas en imaginer d’autres possibles ; celui d’observateurs extérieurs ou intervenants ponctuels, que ce soit dans les institutions internationales, les acteurs humanitaires mais aussi les sciences sociales, composant avec cet ordre sans reconnaître ces persécutions.
Il est alors dénoncé que les femmes qui subissent des persécutions genrées sont affectées d’une triple illégitimité socialement construite, qui maintient une chape de silence et entretient les dénégations du phénomène :
1. celle qu’opposent les sociétés d’origines aux déviantes ou à la reconnaissance de ce type de faits[24] ;
2. celle qu’opposent les sociétés d’accueil aux réfugiés en général et à la reconnaissance de ce type de persécution en particulier[25] ;
3. celle intériorisée par les victimes qui craignent souvent d’exprimer ce qu'elles ont subi pour des raisons psychologiques, mais aussi par contrainte sociale de la diaspora ou de la société d'accueil[26].

### Mobilisations et résistances locales

#### Mouvements féministes

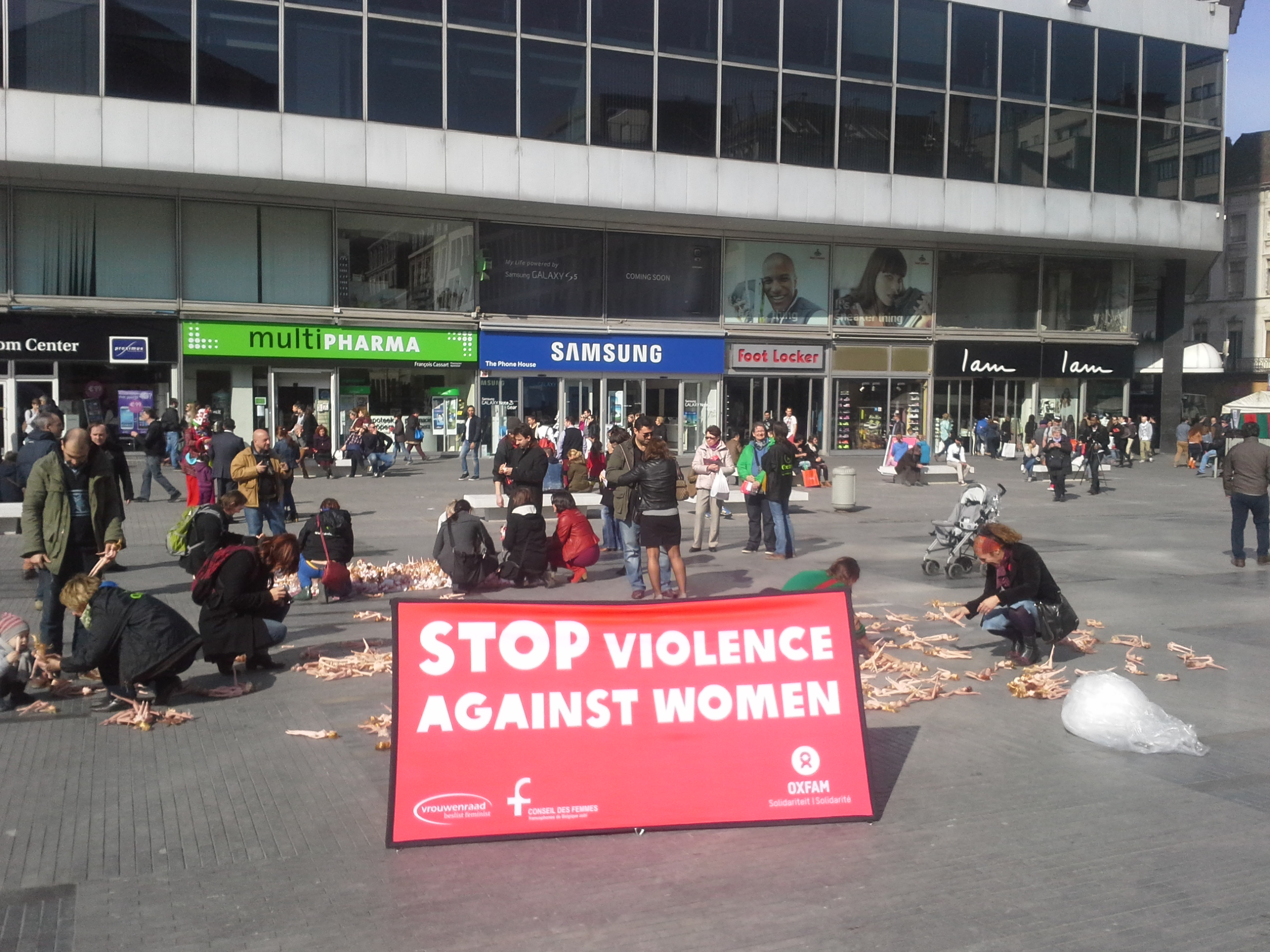
Manifestation contre la violence faite aux femmes, à Bruxelles, en 2014.

Dans beaucoup de pays, les organisations féministes et, plus largement les mouvements sociaux, susceptibles de faire reconnaître ces violences comme un problème public et d’inscrire ce problème à l’agenda politique du pays, sont faibles ou inexistants. Les autorités publiques, le plus souvent participent à cette normalisation, soit par des lois explicites, soit par tolérance à l’égard de pratiques dites « traditionnelles », soit par incapacité à mettre en œuvre les intentions ou velléités réformatrices affichées notamment sur la scène internationale. Pour l’ensemble de ces raisons, l’absence, dans l’espace public, de discours et d’institutions pouvant subvertir efficacement la culture dominante renforce le climat d’opinion qui pèse sur l’éveil des consciences, y compris celles des victimes de persécutions.

#### Autodéfenses
Dans les pays en guerre depuis longtemps (ex. Congo RDC, Colombie…), ces violences sont fréquentes. Pour y échapper, les femmes sont obligées de quitter leur village ou bien d’arrêter toute activité ou comportement qui pourrait être considéré comme une menace à l’ordre imposé par l’acteur armé dominant. En Colombie, par exemple, malgré le climat de violence qui règne dans ce pays, on peut observer l’existence de cas, exceptionnels, où des victimes arrivent, malgré le danger que cela représente pour leur vie, à développer une compétence à résister qui se forge dans l’urgence de préserver la vie malgré les contraintes. En Inde, les violences sexuelles incitent les femmes à rester sous la protection du foyer familial, limitant leur place dans la société ; la Red Brigade travaille notamment à limiter les comportements dangereux des hommes, tout en formant les femmes à leur protection personnelle.

#### Institutions d'accueil
Les institutions d'accueil pour les femmes victimes de persécutions, notamment domestiques, parce qu'elles représentent une autre forme d'autorité que celle de la masculinité, contribuent à réduire cette forme de violence (exemple : refuge pour femmes battues). Des chercheurs ont constaté au Brésil, que l'écoute et l'enregistrement des violences domestiques aident les victimes à élaborer leur pensée et leur récit. Le fait que ces femmes puissent avoir accès à un service spécialisé et entretenir une relation continue avec lui, semble rendre la relation conjugale plus supportable pour les femmes victimes mais contribue surtout à réduire la tolérance sociale vis-à-vis de ce type de persécutions.

#### Campagnes internationales
Les campagnes menées par des institutions internationales et/ou des organisations non gouvernementales (ONG) contre ces violences peinent à réduire le phénomène mondial des persécutions des femmes. Dans le domaine de la lutte contre l'excision, ces campagnes se sont multipliées dans de nombreux pays mais en demeurant souvent cantonnées dans leurs effets auprès des élites dirigeantes et des capitales urbaines. La conversion des autorités traditionnelles aux raisons abolitionnistes est souvent freinée par des climats d'opinion relativement étanches vis-à-vis de l'espace public national et international.
Dans toute l'Amérique latine, à la suite de nombreux cas de féminicide, des campagnes nationales et internationales ont été organisées, comme Ni una menos, qui existe en Argentine et au Pérou,.

### Obstacles à la fuite en exil
Certaines victimes des persécutions genrées parviennent à fuir leur famille, leur pays… Cependant, si l’on rapporte les chiffres estimés de femmes concernées dans le monde par chaque type de persécutions genrées à ceux des demandes d’asile correspondantes, le ratio est faible. Il y a en effet de multiples facteurs psychologiques, sociaux, économiques qui, faisant obstacle à une éventuelle fuite à l’étranger de ces femmes, rendent cette fuite tendanciellement improbable.

#### Normalisation, aliénation
Le premier de ces obstacles, et peut être le plus difficile à surmonter, est celui de la normalisation culturaliste dont font l’objet ces persécutions. Cette normalisation, on l’a vu, construit comme « naturels » les rapports de domination et indiscutables les effets qu’ils produisent pour chaque personne. Il n’est pas exclu que cette normalisation s’accompagne parfois de formes d’aliénation par laquelle les victimes de persécutions ne se pensent pas comme telles mais produisent au contraire et intériorisent les justifications de leur propre situation sociale.

#### Difficultés du départ
Pour celles qui s’affranchissent par et dans l’exil, le poids des rapports de genre sur les possibilités de fuites est important. Quitter sa maison, réunir l’argent du voyage, fixer une destination, voyager seule, même avec ses enfants, sans la protection d’un mari ou d’un parent masculin, sont autant de défis, dans bien des pays, à toute raison émancipatrice. Quitter sa communauté, sa famille, son quartier ou son village pour entreprendre un long voyage vers un pays lointain, ou encore demander l’asile peut sembler une idée folle. Ceci d'autant plus que les rapports de genre à l'origine de la persécution se traduisent aussi par une dépendance économique qui aggrave le problème de financement du voyage : faute de pouvoir travailler, hériter, disposer de revenus familiaux ou pouvoir solliciter l'entourage, ces victimes peinent plus que d’autres à passer les péages de l’exil.

#### Périls du voyage
Pour celles qui partent quand même, les rapports de genre continuent de marquer les conditions du voyage : femmes seules, elles s’exposent plus que les hommes à leurs violences, aux abus sexuels et à l’exploitation sexuelle. Trouver un compagnon de route est fréquemment la seule manière de voyager en sécurité, mais pour beaucoup de femmes en voyage clandestin, la prostitution est la seule voie de passage quand ce n’est pas aussi le point d’aboutissement. Face à de tels dangers, aisément prévisibles, tant dans le pays de départ, pendant le voyage, que dans le pays d’arrivée, bien des femmes doivent se résoudre à endurer les persécutions à la maison plutôt qu’à envisager un périple d’exil.

### Sentiment d'insécurité, obstacle à la citoyenneté
La notion de citoyen a été construite sur un modèle masculin, et les femmes n'y ont eu accès que tardivement. Cette notion répartit de fait l'espace social en espace public et espace privé, d'une façon qui n'est pas équitable pour les sexes. Si la femme entre dans l'espace public, c'est d'abord par son corps sexué, corps qui est normalement une notion d'ordre privé. Ainsi, toute violence contre les femmes, que ce soit d'ordre privé ou public, met en danger leur exercice de la citoyenneté. Or, la violence contre les femmes est souvent considérée comme allant de soi, et ce devrait être à elles de faire attention. Il s'impose à elle une sorte de contrôle social, freinant leurs interventions en tant que citoyennes, la violence entretenant un sentiment d'insécurité et leur rappelant sans cesse leur condition de femme, ce qui est dénoncé notamment par des personnalités politiques comme Ana María Pérez del Campo.

## Droit et action publique
Les régimes juridiques sanctionnant les violences contre les femmes se sont développés au travers des institutions internationales. Ils proviennent d'adaptations récentes de régimes juridiques antérieurs généralement conçus à l'origine sans égard pour les questions de genre : le droit humanitaire et le droit pénal international, les déclarations des droits humains et le droit de l'asile. Cette occultation historique des violences faites aux femmes contribue encore aux normalisations culturalistes et dénégations sociales du phénomène. Sous la pression de mobilisations sociales des évolutions apparaissent mais qui restent limitées.

### Régimes juridiques

#### Droits humains fondamentaux
Les déclarations de droits humains anciennes, comme la Déclaration des droits de l'homme de 1789 en France, n'évoquent pas ces enjeux. Ce sont les textes récents dans le sillage de la Déclaration universelle des droits de l'homme (1948) Convention européenne des droits de l'homme (CEDH article 3 et 5) qui intègrent ces enjeux : la Convention sur l'élimination de toutes les formes de discrimination à l'égard des femmes (1979) est l’un des instruments internationaux les plus importants pour la défense des droits des femmes. La Convention relative aux droits de l'enfant (CIDE) en son article 34 protège l’enfant « contre toutes les formes d’exploitation sexuelle et de violence sexuelle ». Et la Convention du Conseil de l'Europe sur la prévention et la lutte contre la violence à l'égard des femmes et la violence domestique (2011) est établie par le Conseil de l'Europe.

#### Droit pénal international et droit humanitaire
En relation avec la guerre, dans les situations de conflits et les périodes post-conflictuelles, le droit international contient certains dispositifs protecteurs des femmes victimes de violences, sans pour autant que celles-ci soient généralement rattachées à leur soubassement anthropologique des rapports de genres. Le crime de guerre, crime contre l'humanité, crime de génocide et violation du droit international humanitaire ont été conçus en relation avec le conflit armé mais peuvent être reconnus en dehors de celui-ci : cependant, les violences sexuelles n'ont souvent pas été explicitement évoquées et, jusqu'au milieu du XXe siècle, n'ont pu être sanctionnées qu'indirectement par référence à des catégories générales : « traitements inhumains et dégradants », « tortures », actes causant « intentionnellement de grandes souffrances », « atteintes graves à l’intégrité physique ou à la santé ». La Convention sur le crime de génocide stipule que les « mesures visant à entraver les naissances au sein du groupe » constituent un acte de génocide. Le droit international humanitaire, plus adapté aux situations de conflits que les déclarations des droits humains (néanmoins présentes dans les dispositifs pénaux), bénéficie d'un régime de responsabilité pénale individuelle pour la violation de ses dispositions : l’article 27 § 2 de la quatrième Convention de Genève stipule que « Les femmes seront spécialement protégées contre toute atteinte à leur honneur, et notamment contre le viol, la contrainte à la prostitution et tout attentat à leur pudeur ». Cependant, cet article réduit ces faits à une « atteinte à l'honneur », ne les évoque ainsi qu’implicitement comme susceptibles de sanctions pénales. Les protocoles additionnels, plus récents, ont légèrement fait avancer le droit. Ainsi L’article 76 du Protocole I étend la protection aux « cas des femmes enceintes et des mères d'enfants en bas âge dépendant d'elles qui sont arrêtées, détenues ou internées pour des raisons liées au conflit armé ». Cependant, le droit humanitaire comme le droit pénal international, minimisent les violences sexuelles par rapport à d'autres formes de torture ou d'esclavage et les tribunaux pénaux internationaux jouent un rôle majeur à travers les avancées jurisprudentielles.

#### Droit de l'asile
La Convention du 28 juillet 1951 relative au statut des réfugiés, comme d’autres textes relatifs aux droits de l’Homme, a été rédigée d’un point de vue uniquement masculin. Durant les négociations, la possibilité d'un critère de l’appartenance sexuelle n’a été débattue que lorsque la délégation yougoslave a proposé que l’expression « ou sexe » soit incluse dans l’article 3, qui stipule que la Convention doit être appliquée « sans discrimination de race, de religion ou de pays d'origine ». Cette proposition a été écartée comme relevant de la législation nationale. Le Haut Commissaire aux Réfugiés de l’époque, Gerrit Jan van Heuven Goedhart (en), a fait remarquer qu'il doutait du fait « qu'il [existât] des cas de persécutions commises en raison du sexe des victimes ».
Ainsi, le « droit d'asile dérogatoire » impliquant une sélection sur critère, faute de reconnaissance officielle de celui-ci, a exclu pendant un demi-siècle l'ensemble des persécutions contre les femmes, des motifs de la protection internationale et de la reconnaissance des réfugiées. C'est seulement depuis le milieu des années 1980, que des organisations internationales ont pris des résolutions et promulgué des textes incitant à la reconnaissance des violences contre les femmes et à leur protection dans le cadre du droit d’asile.
Ainsi en 1984, le Parlement européen a adopté une résolution qui demandait aux États d’interpréter la Convention de Genève sur les Réfugiés (1951) en considérant les victimes de telles persécutions comme relevant bien de la notion de « groupe social » inscrit à l’article 1A2 de la dite convention et éligibles au statut de réfugié. Cette résolution a été suivie d’une initiative du HCR qui a adopté l’année suivante une résolution similaire, puis, à partir de 1991, a produit une série de directives (« guidelines ») relatives à la protection des demandeuses d’asile et des femmes réfugiées. Ces changements sont le résultat, pour une part importante, de l’action de réseaux féministes transnationaux notamment le « Groupe de travail sur les femmes réfugiées » (Working Group on Refugee Women, WGRW) réunissant de multiples ONG qui ont fait pression sur le HCR afin de l’amener à prendre en considération les situations des femmes demandeuses d’asile et réfugiées.

### Mobilisations et évolutions

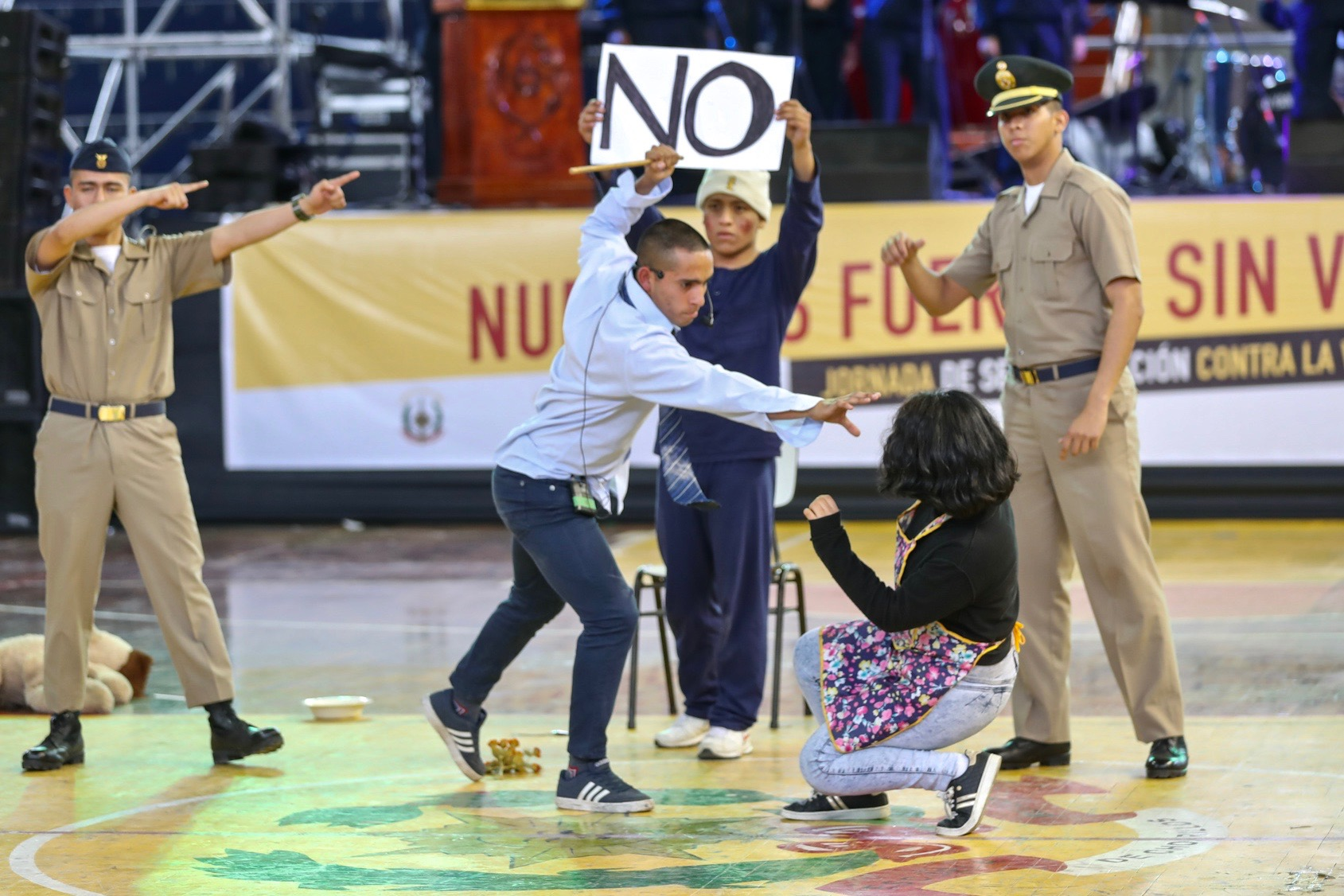
Saynète publique pour enseigner le refus de la violence aux femmes, ministère de la Défense, Pérou, 2018.

Dans la bibliographie et les débats publics, depuis les années 1990, les approches qui prédominent pour les victimes de persécutions faites aux femmes sont juridiques et référées à la Convention relative au statut des réfugiés du 28 juillet 1951.
L’enjeu central est celui des jurisprudences nationales d’application de cette convention par les administrations et les juridictions spécialisées. Dans cette perspective d’asile dérogatoire, la plupart des contributions commentent les décisions reconnaissant des persécutions genrées de femme, exposent pour chaque pays l’historique de ces décisions et comparent les avancées relatives des uns par rapport aux autres. Cette orientation générale, très juridique et focalisée sur la Convention du 28 juillet 1951 relative au statut des réfugiés, a contribué à l’émergence des premières et rares décisions juridictionnelles de protection ainsi qu’à la formation d’un corpus doctrinal et jurisprudentiel certes limité mais contribuant à fonder la légitimité d’arguments de défense des victimes.
Cette orientation cependant procède d’une croyance, une forme de juridisme, présupposant que l’octroi du statut de réfugié dépend essentiellement de règles, légiférées ou jurisprudentielles, et qu’en infléchissant ces règles par des actions de lobbying on peut améliorer le sort des femmes fuyant ces persécutions. Dominante du fait du grand nombre de juristes (associatifs, fonctionnaires ou universitaires), travaillant dans le secteur de l’asile, cette croyance résiste mal à l’observation des conditions concrètes d’octroi de la protection.
Les mobilisations internationales ont bien eu un impact sur les organisations internationales, notamment le HCR, et ont fait l’objet d’un relatif consensus au niveau international. Cependant, la transcription de ces normes nouvelles en droit interne par les États reste très limitée : peu de gouvernements ou de parlements ont inséré ces normes dans les régimes juridiques nationaux ; peu d’instances administratives ou juridictionnelles nationales ont accepté d'en tenir compte. Le Canada fait figure de pionnier avec une législation spécifique adoptée dès 1993, suivi par les États-Unis et l’Australie. Cependant l’effet attendu de diffusion dans les autres pays ne s’est pas produit. Les autres États ont réagi avec moins d’enthousiasme, voire en ignorant ces normes internationales.
Les pays en Europe à avoir adopté des règlementations spécifiques sont, en 2009, la Suède et le Royaume-Uni. De nombreux pays comme la France, freinent la reconnaissance de ce type de persécutions ou les classent dans les motifs d'octroi d'une protection subsidiaire (temporaire et précaire) ne permettant pas de refaire sa vie dans le pays d'accueil alors que ce type de persécutions nécessite au contraire un statut stable, les changements culturels dans les rapports de genre ne pouvant s’opérer que sur des temps longs.
Les associations de solidarité, notamment depuis la campagne mondiale lancée en 2004 par Amnesty International, ont créé des structures d'accueil spécifiques des exilées victimes de violences,. Dans certains cas, il semble néanmoins que l’accueil de réfugiées au motif de persécutions lié au sexe, revient en écho auprès des autorités des pays d’origine comme une disqualification exprimée par les diplomaties de pays d’accueil peu enclins à voir affluer des réfugiées invoquant de nouveaux motifs de demande d’asile. D’autre part, ces reconnaissances associatives, administratives et juridictionnelles, peuvent avoir pour effet de soutenir, au sein des diasporas, la légitimité des discours favorables à l’émancipation des femmes et, dans les pays d’origine, la légitimité des mouvements en faveur des femmes quand ils parviennent à se former.

## Cyberviolence
Dans un rapport de 2017 En finir avec l’impunité des violences faites aux femmes en ligne : une urgence pour les victimes, le Haut Conseil à l'égalité entre les femmes et les hommes préconise d'utiliser la terminologie « violences faites aux femmes en ligne » plutôt que « cyberviolences faites aux femmes ». Le HCE estime en effet que le terme « cyber » laisse entendre qu'il s'agit d'un espace virtuel dans lequel les violences seraient juste un acte en puissance, sans réelle existence, sans effet dans la réalité tangible. Or les violences en ligne « sont bien réelles et ont des conséquences parfois dramatiques sur les victimes ».
En ligne, les violences faites aux femmes (parfois nommées « cyber misogynie ») peuvent prendre des formes diverses : blagues sexistes, insultes, menaces de viol ou de mort, cyber harcèlement, revenge porn ou encore campagnes de dénigrement de personnalités médiatiques.

## Violences contre les femmes vivant avec un handicap
D'après Human Rights Watch (HRW), les femmes vivant avec un handicap représentent 10 % de la population féminine mondiale. D'après Rashida Manjoo (en), rapporteuse spéciale sur la violence contre les femmes (en), ses causes et ses conséquences en 2012, « le taux de prévalence du handicap s’élève à 12 pour les hommes et à 19,2 pour les femmes ».
D'après HRW, les femmes sont plus souvent exposées au risque de présenter un handicap en raison de discriminations dans l'accès aux soins. Les femmes avec un handicap sont victimes de nombreux abus et violences de la part de leur entourage (famille et assistants), de leurs communautés et de l'État, notamment dans leurs droits familiaux relatifs à la procréation : elles subissent des stérilisations contraintes, des avortements forcés et la rétention d'informations sur la santé procréative, ainsi que des maltraitances médicales. Pour Rashida Manjoo, « la violence contre les femmes handicapées reste pour l’essentiel un problème ignoré ». Les violences dont sont victimes les femmes vivant avec un handicap présentent des traits particuliers. « Les femmes handicapées sont victimes à la fois des stéréotypes dont les femmes font l’objet et de ceux qui concernent les personnes handicapées », qui se combinent avec d'autres formes de difficultés et de discriminations (femmes autochtones ou issues de groupes minoritaires, celles qui vivent en zone rurale, celles qui se trouvent dans une zone de guerre, celles qui sont sans-papiers ainsi que les minorités sexuelles)… Les femmes qui vivent avec un handicap rencontrent notamment des discriminations lorsqu'elles désirent devenir mères : « les femmes handicapées… peuvent être stérilisées de force ou être contraintes de mettre fin à des grossesses désirées, sous le prétexte paternaliste que c’est « dans leur propre intérêt », et ce souvent avec l’approbation de leurs partenaires ou parents, des institutions ou de leurs tuteurs ».

## Violences contre les femmes migrantes
Les femmes migrantes font face à des obstacles spécifiques en raison de leur situation administrative, notamment lorsqu'elles bénéficient d'un titre de séjour par regroupement familial. Quitter leur conjoint violent peut donc revenir à perdre leur permis de séjour,.
Ce risque d'expulsion peut également toucher leurs enfants, et la longueur des procédures administratives et judiciaires qui suivent la séparation ajoutent à la précarité de leur situation. Ainsi, selon l'Observatoire romand du droit d'asile et des étrangers (ODAE), pour obtenir le renouvellement de leur titre de séjour en Suisse, les femmes migrantes victimes de violence doivent fournir des preuves des violences, de leur intensité, de leur caractère systématique, ou encore de leurs conséquences à long terme sur les possibilités d’insertion professionnelle.
Les travailleurs et travailleuses sociales insistent donc sur le peu de marge de manœuvre et d'aides financières qu'ont ces femmes pour sortir des situations de violences. C'est ce qui a poussé le Groupe de travail Femmes migrantes et violences conjugales à publier un rapport en 2021 à Genève qui alerte sur l'impossibilité d'assurer la protection des victimes et le manque de financement alloué à ces thématiques pour former les professionnels en contact avec ces femmes.
Certaines associations, comme le Comité d’action interassociatif « Droits des femmes, droit au séjour Contre la double violence » parlent de "double violence" pour qualifier la difficulté d'allier droits des femmes et droits de séjour.

## Dans la culture populaire
Le thème des violences faites aux femmes émerge dans les chansons populaires, comme Dommage de Bigflo et Oli (2017), Tout va bien d'Orelsan (2017), 1re fois d'Imen Es (2020), N'insiste pas de Camille Lellouche (2021)… La chanson Tu danses d'Olivia Ruiz (2024) est dédiée à la victime d'un féminicide en 2022.

### Sources et bibliographie
- Jane Freedman et Jérôme Valluy, « Persécutions des femmes », sur reseau-terra.eu, Éditions du Croquant et Rerra-HN, novembre 2007.
- Maryse Jaspard, Les violences contre les femmes, La Découverte, 2011, 126 p.  (ISBN 978-2707169273)
- revue Asylon(s), numéro 1 : « Les persécutions spécifiques aux femmes. Quelles connaissances ? Quelles mobilisations ? Quelles protections ? », octobre 2006
- Amnesty International, Mettre fin à la violence contre les femmes : Un combat pour aujourd’hui, EFAI, 2004, 156 p.  (ISBN 978-2876661448)
- (en) Jane Freedman, Gendering the international asylum and refugee debate, Palgrave Macmillan, 2007.
- Jane Freedman, Jérôme Valluy (dir.), Persécutions des femmes - Savoirs, mobilisations et protections, éditions du Croquant, nov. 2007
- Nathalie Chetcuti et Maryse Jaspard (dir.), Violences envers les femmes : Trois pas en avant, deux pas en arrière, Paris, éditions L'Harmattan, 2007
- UNHCR (2002), Guidelines on international protection: Gender-related persecution within the context of Article 1(A)2 of the 1951 Convention and/or its 1967 Protocol relating to the Status of Refugees, Genève, UNHCR.
- ONU (2006), Étude approfondie de toutes les formes de violence à l'égard des femmes, Nations unies, Assemblée Générale, A/61/122/Add.1, New York, ONU.
- Fabrice Virgili, « Virilités violentes, virilités inquiètes », in Jean-Jacques Courtine, Histoire de la virilité, tome 3, Paris, Seuil, octobre 2011, p. 71-98.
- Anna Dimitrova-Stull, « La violence envers les femmes dans l'UE. État des lieux », Library Briefing, Bibliothèque du Parlement européen (consulté le 10 juin 2013)